# زبان آلتای
زبان آلتایی زبان رسمی جمهوری آلتایی، یکی از جمهوری‌های فدراسیون روسیه که در سیبری قرار دارد می‌باشد. این زبان از خانوادهٔ زبان‌های آلتایی، زیرگروه ترکی است که در سال ۲۰۰۲، ۲۰ هزار تا ۷۰ هزار نفر گویشور داشته است. این زبان به شدت در معرض خطر نابودی (به شدت در معرض خطر Severely endangered) قرار دارد.